# Dan Kelly
Daniel Kelly (Melbourne, 31 de outubro de 1977) é um judoca e lutador australiano de artes marciais mistas, que atualmente compete no peso-médio do Ultimate Fighting Championship.

## Carreira Olímpica e no Judô
Kelly começou a competir no judô quando tinha 7 anos e lutou no seu primeiro Campeonato Australiano quando tinha 13. Ele foi ao 1994, onde ele competiu no Campeonato Júnior Mundial e fez o sênior nacional dois anos depois. Kelly foi Campeão Australiano em nove ocasiões.
Kelly é o único competidor de judô a ser selecionado para lutar pela Austrália em quatro Jogos Olímpicos diferentes. Ele mais recentemente competiu nos Jogos Olímpicos de 2012 em -100 kg.

## Carreira no MMA

### Começo da carreira
Kelly fez sua estreia profissional no MMA em Julho de 2006. Ele ficou fora de competição durante seis anos e meio devido a seus compromissos com o judô.

### Australian Fighting Championship e MMA local
Kelly retornou ao esporte em Dezembro de 2012. Durante os seguintes oito meses, ele construiu um recorde de 5 vitórias e nenhuma derrota. Kelly novamente retornou a ação no Australian Fighting Championship (AFC) em Maio de 2014, no AFC 9, derrotando Ben Kelleher por finalização no segundo round. Kelly foi duas vezes colocado para enfrentar Steven Kennedy pelo Título Peso Médio Vago do AFC em 2013 no AFC 7 e 2014 no AFC 10, mas foi forçado a se retirar devido a sua participação no The Ultimate Fighter Nations: Canadá vs. Austrália em 2013 e devido a uma lesão em 2014.

### The Ultimate Fighter
Em Dezembro de 2013, foi anunciado que Kelly havia sido selecionado como um dos lutadores para representar a Austrália no The Ultimate Fighter Nations: Canadá vs. Austrália. Kelly foi derrotado pelo eventual finalista Sheldon Westcott por finalização no primeiro round.

### Ultimate Fighting Championship
Kelly fez sua estreia no UFC contra Luke Zachrich em 8 de Novembro de 2014 no UFC Fight Night: Rockhold vs. Bisping. Kelly saiu vitorioso, vencendo por finalização com uma kimura.
Em sua segunda luta pela organização, Kelly enfrentou Patrick Walsh em 14 de Fevereiro de 2015 no UFC Fight Night: Henderson vs. Thatch. Ele venceu a luta por decisão unânime.
Kelly enfrentou Sam Alvey em 9 de Maio de 2015 no UFC Fight Night: Miocic vs. Hunt e foi derrotado por nocaute técnico com menos de um minuto de luta, sendo essa sua primeira derrota no MMA profissional.
Kelly era esperado para enfrentar Ricardo Abreu em 14 de Novembro de 2015 no UFC 193. No entanto, uma lesão tirou Abreu do evento e ele foi substituído por Steve Montgomery. Kelly venceu a luta por decisão unânime.

## Títulos
- Jogos Olímpicos
  - Jogos Olímpicos de 2000 - Judô, 9° colocado (100 kg)
  - Jogos Olímpicos de 2004 - Judô, 7° colocado (90 kg)
  - Jogos Olímpicos de 2008 - Judô, 21° colocado (90 kg)
  - Jogos Olímpicos de 2012 - Judô, 17° colocado (100 kg)

## Cartel no MMA
| Cartel no MMA   |             |           |
| 14 lutas        | 13 vitórias | 1 derrota |
| Por nocaute     | 3           | 1         |
| Por finalização | 5           | 0         |
| Por decisão     | 5           | 0         |

| Res.    | Cartel | Oponente              | Método                              | Evento                                 | Data       | Round | Tempo | Local                | Notas                                            |
| ------- | ------ | --------------------- | ----------------------------------- | -------------------------------------- | ---------- | ----- | ----- | -------------------- | ------------------------------------------------ |
| Derrota | 13-4   | Tom Breese            | Nocaute Técnico (socos)             | UFC Fight Night: Thompson vs. Till     | 27/05/2018 | 1     | 3:33  | Liverpool            |                                                  |
| Derrota | 13-3   | Elias Theodorou       | Decisão (unânime)                   | UFC Fight Night: Werdum vs. Tybura     | 19/11/2017 | 3     | 5:00  | Sydney               |                                                  |
| Derrota | 13-2   | Derek Brunson         | Nocaute (socos)                     | UFC Fight Night: Lewis vs. Hunt        | 11/06/2017 | 1     | 1:16  | Auckland             |                                                  |
| Vitória | 13-1   | Rashad Evans          | Decisão (dividida)                  | UFC 209: Woodley vs. Thompson II       | 04/03/2017 | 3     | 5:00  | Las Vegas, Nevada    |                                                  |
| Vitória | 12-1   | Chris Camozzi         | Decisão (unânime)                   | UFC Fight Night: Whittaker vs. Brunson | 27/11/2016 | 3     | 5:00  | Melbourne            |                                                  |
| Vitória | 11-1   | Antonio Carlos Júnior | Nocaute Técnico (socos)             | UFC Fight Night: Hunt vs. Mir          | 19/03/2016 | 3     | 1:36  | Brisbane             |                                                  |
| Vitória | 10-1   | Steve Montgomery      | Decisão (unânime)                   | UFC 193: Rousey vs. Holm               | 14/11/2015 | 3     | 5:00  | Melbourne            |                                                  |
| Derrota | 9-1    | Sam Alvey             | Nocaute Técnico (socos)             | UFC Fight Night: Miocic vs. Hunt       | 09/05/2015 | 1     | 0:49  | Adelaide             |                                                  |
| Vitória | 9-0    | Patrick Walsh         | Decisão (unânime)                   | UFC Fight Night: Henderson vs. Thatch  | 14/02/2015 | 3     | 5:00  | Broomfield, Colorado | Peso Casado (191.5 lbs); Walsh não bateu o peso. |
| Vitória | 8-0    | Luke Zachrich         | Finalização (kimura)                | UFC Fight Night: Rockhold vs. Bisping  | 08/11/2014 | 1     | 4:27  | Sydney               |                                                  |
| Vitória | 7-0    | Ben Kelleher          | Finalização (mata leão)             | Australian Fighting Championship 9     | 17/05/2014 | 2     | 3:41  | Albury               |                                                  |
| Vitória | 6-0    | Bor Bratovz           | Nocaute (soco)                      | Australian Fighting Championship 6     | 24/08/2013 | 2     | 1:42  | Melbourne            |                                                  |
| Vitória | 5-0    | Daniel Way            | Finalização (chave de braço)        | Shamrock Events: NOM 7                 | 22/06/2013 | 1     |       | Melbourne            |                                                  |
| Vitória | 4-0    | Chris Birch           | Finalização (mata leão)             | Australian Fighting Championship 5     | 10/05/2013 | 1     | 3:36  | Melbourne            |                                                  |
| Vitória | 3-0    | Kym Robinson          | Finalização (mata leão)             | MMA Down Under 3                       | 16/03/2013 | 1     | 1:17  | Findon               |                                                  |
| Vitória | 2-0    | Fabio Galeb           | Decisão (unânime)                   | Australian Fighting Championship 4     | 12/12/2012 | 3     | 5:00  | Melbourne            |                                                  |
| Vitória | 1-0    | Ross Dallow           | Nocaute Técnico (arremesso do ring) | Dojo KO - Second Elimination           | 22/07/2006 | 2     | N/A   | Melbourne            |                                                  |

### Cartel de Exibição no MMA
| Cartel no MMA   |           |           |
| 1 luta          | 0 vitória | 1 derrota |
| Por nocaute     | 0         | 0         |
| Por finalização | 0         | 1         |
| Por decisão     | 0         | 0         |

| Res.    | Cartel | Oponente         | Método                   | Evento                                             | Data | Round | Tempo | Local  | Notas            |
| ------- | ------ | ---------------- | ------------------------ | -------------------------------------------------- | ---- | ----- | ----- | ------ | ---------------- |
| Derrota | 0-1    | Sheldon Westcott | Finalização (katagatame) | The Ultimate Fighter Nations: Canadá vs. Austrália |      | 1     |       | Canadá | Quartas de Final |